# Еллентон (Флорида)
Еллентон (англ. Ellenton) — переписна місцевість (CDP) в США, в окрузі Манаті штату Флорида. Населення — 4129 осіб (2020).

## Географія
Еллентон розташований за координатами 27°31′36″ пн. ш. 82°31′36″ зх. д. / 27.52667° пн. ш. 82.52667° зх. д. (27.526709, -82.526589).  За даними Бюро перепису населення США в 2010 році переписна місцевість мала площу 11,65 км², з яких 8,45 км² — суходіл та 3,20 км² — водойми.

## Демографія
Згідно з переписом 2010 року, у переписній місцевості мешкало 4275 осіб у 1692 домогосподарствах у складі 1151 родини. Густота населення становила 367 осіб/км².  Було 2071 помешкання (178/км²).
Расовий склад населення:
| - 68,5 % — білих - 6,9 % — чорних або афроамериканців - 0,9 % — азіатів - 0,4 % — корінних американців - 20,9 % — осіб інших рас |

До двох чи більше рас належало 2,3 %. Частка іспаномовних становила 31,0 % від усіх жителів.
За віковим діапазоном населення розподілялося таким чином: 22,9 % — особи молодші 18 років, 56,7 % — особи у віці 18—64 років, 20,4 % — особи у віці 65 років та старші. Медіана віку мешканця становила 37,1 року. На 100 осіб жіночої статі у переписній місцевості припадало 97,5 чоловіків;  на 100 жінок у віці від 18 років та старших — 97,6 чоловіків також старших 18 років.
Середній дохід на одне домашнє господарство  становив 58 960 доларів США (медіана — 45 167), а середній дохід на одну сім'ю — 65 211 долар (медіана — 60 592). Медіана доходів становила 37 500 доларів для чоловіків та 40 536 доларів для жінок. За межею бідності перебувало 17,2 % осіб, у тому числі 47,2 % дітей у віці до 18 років та 11,7 % осіб у віці 65 років та старших.
Цивільне працевлаштоване населення становило 1312 осіб. Основні галузі зайнятості: освіта, охорона здоров'я та соціальна допомога — 26,5 %, роздрібна торгівля — 24,8 %, науковці, спеціалісти, менеджери — 11,1 %, виробництво — 8,7 %.